# Ксерографія
Ксерогра́фія (або Електрофотогра́фія, або Електрогра́фія) — метод фотокопіювання документів.
Ксерографію винайшов 1938 року Честер Карлсон. Назва походить від грецьких слів «сухий» і «писати». Перші фотокопіювальні машини випустила фірма «Галоген компані» в 1959 році й вони називалися «XeroX». Згодом фірма змінила свою назву на «Ксерокс корпорейшн» (англ. Xerox corporation).
Ксерокопіювання охоплює такі стадії
1. Електризація поверхні напівпровідникового матеріалу (зазвичай у формі барабана чи стрічки).
2. Експонування. При цій стадії заряд освітлених ділянок розсмоктується і залишається лише на неосвітлених.
3. Нанесення фарби. Частинки фарби пристають до заряджених ділянок поверхні.
4. Перенесення зображення на папір.
5. Фіксація зображення за допомогою високотемпературної обробки.
6. Очищення поверхні перед новим копіюванням.

Окрім фотокопіювальних машин метод ксерографії використовується лазерними принтерами.

## Історія винаходу
Перша ксерокопія була зроблена 22 жовтня 1938 року в імпровізованій лабораторії, розташованій в підсобному приміщенні косметичного салону готелю «Асторія» в Нью-Йорку. На копії, яка зберігається в Смітсонівському інституті, значиться: «10-22-38 ASTORIA». Винахідник Честер Карлсон був адвокатом за фахом і вченим за покликанням. Він зміг знайти простий, доступний спосіб копіювання документів.
Довгий час Карлсон марно намагався впровадити свій винахід, доводячи, що він є абсолютно необхідний для бізнесу, але скрізь йому відмовляли, посилаючись на те, що його винахід дуже громіздкий і сильно поганить листи, до того ж людина може значно краще впоратися із завданням копіювання. Успіх посміхнувся йому в 1944 році в Battelle Institute, розташованому в штаті Огайо. Там йому запропонували удосконалити технологію і навіть знайшли точне слово для назви цього процесу — «електрофотографія». Після чого ліцензію на подальшу розробку і виробництво копіювальних апаратів придбала фірма Haloid Company.
Саме тоді було вирішено, що слово «електрофотографія» дуже наукове і може відлякати потенційного покупця. Допомогу в пошуку вдалішої назви надав місцевий професор-філолог. Він придумав термін «ксерографія» від грецьких слів «xeros» — «сухий» і «graphos» — «писання», а потім вже сам винахідник Карлсон додумався скоротити слово до простого «ксерокс». У результаті в 1948 році перші ксерокси з'явилися на ринку, а перша модель називалася просто — Model A. Після випуску в 1959 році першої повністю автоматичної моделі Xerox 914 компанія «Haloid» змінила назву на «Xerox Corporation». Помер Честер Карлсон в 1968 році.
Незалежно від Честера Карлсона, в 1948 році, в Німеччині, винахідник доктор Ейсбен заснував фірму з випуску копіювального апарату власної конструкції. Називається його фірма Develop Corp. Вона і сьогодні продовжує випускати копіювальну техніку, так і не визнавши першості Карлсона, оскільки отримала 16 патентів на винахід доктора Ейсбена.